# Castillo de Villamalefa
El Castillo de Villamalefa es un municipio de la Comunidad Valenciana, España. Situado en la provincia de Castellón y perteneciente a la comarca del Alto Mijares. Se trata de un municipio hispanófono, en el que el castellano cuenta con el predominio lingüístico reconocido legalmente.

## Geografía
Está situado en la comarca del Alto Mijares al lado del pico de Peñagolosa en una zona montañosa, rodeado de bosques (principalmente pinares, aunque también abundan las carrascas). Desde el pueblo se puede acceder a Peñagolosa por la pista del Mas Quemao. También es muy recomendable ver el "Chorro el Villar", un salto de agua que está tomando la carretera que va a Zucaina. Por el pueblo pasa el río Villahermosa.

### Barrios y pedanías
Además del pueblo, existen los siguientes núcleos de población:
- Cedramán.
- El Codadillo
- El Hoyanau
- Lobera
- Las Umbrías
- La Granella
- Mas de Adelantado
- Mas de Aguilar
- Mas de Agustina
- Mas de Barranco
- Mas de Bruno
- Mas de Ramos de Arriba
- Mas de Ramos de Abajo
- Mas Quemao.
- Mas Royo
- Mas de la Loma.
- Mas de Montolío.
- Mas de Roque Chiva.
- Mas de Royo.
- Mas de Negre.
- Mas del Pozo.
- Mas del Prao.
- Mas de la Rocha

### Localidades limítrofes
Villahermosa del Río, Zucaina, Ludiente, Chodos y Lucena del Cid todas de la provincia de Castellón.

## Historia
El Castillo de Villamalefa perteneció al último rey musulmán de Valencia, Zayd Abu Zayd; en Cedramán vivió su mujer, donde nació uno de sus hijos.
Desde la Prehistoria, el Reino de Valencia ha sufrido el paso de varias civilizaciones o pueblos que han influido en la cultura valenciana. Pero posiblemente el de mayor influencia haya sido el paso del islam, debido al largo período que estuvieron en la Península y en el Reino de Valencia (desde el siglo VIII hasta el siglo XIII). Es en el último período islámico (el de los almohades) y durante la Reconquista cristiana llevada a cabo por Jaime I el Conquistador, cuando aparece la figura de Abú Zayd, último gobernador almohade del Reino de Valencia.
El "sayyid" Abú Zayd era gobernador de las regiones de Valencia, Denia, Játiva e indirectamente de Murcia. Su título de "sayyid" le designaba como un príncipe de sangre almohade. Tenía nueve hermanos y su reino comprendía la mayor parte de la costa oriental del Islam Hispánico; desde la frontera de Aragón (en Tortosa) hasta el sur de Murcia. Firmaba los documentos con el nombre "sayyid Abú Zayd ‘Abd al-Rahmán" o "sayyid Abú ‘Abd Allah (Muhámmad)" o "sayyid Abú Hafs (‘Umar)"; añadiendo que era bisnieto del gran ‘Abd al-Mu'min, fundador del califato y secta almohade.
Después de la conquista perteneció a la baronía de Arenoso, concedida en 1242 a Eximén Pérez de Tarazona. En 1355 la baronía pasó a la casa ducal de Gandía, al casarse su primer duque, Alfonso de Aragón el Viejo. En 1464 fue confiscada a su nieto Jaime, por haberse sublevado contra el rey Juan II de Aragón. En 1471, el rey la donó a su hijo Alfonso, para el que instituyó el título de Duque de Villahermosa.

## Demografía
El Castillo de Villamalefa cuenta con una población de 113 habitantes (INE 2024).
| Gráfica de evolución demográfica de Castillo de Villamalefa entre 1842 y 2021                                       |
| |
| Población de derecho según los censos de población del INE Población de hecho según los censos de población del INE |

| 1857  | 1877  | 1887  | 1900  | 1910  | 1920  | 1930  | 1940  | 1950 | 1960 | 1970 | 1981 | 1991 | 1996 | 2001 | 2006 | 2009 | 2019 |
| ----- | ----- | ----- | ----- | ----- | ----- | ----- | ----- | ---- | ---- | ---- | ---- | ---- | ---- | ---- | ---- | ---- | ---- |
| 1.938 | 1.218 | 1.278 | 1.339 | 1.455 | 1.309 | 1.103 | 1.093 | 996  | 734  | 964  | 825  | 1270 | 1370 | 960  | 1010 | 1090 | 1070 |

## Administración
| Periodo   | Nombre                  | Partido |
| --------- | ----------------------- | ------- |
| 1999-2003 | Sebastián Gimeno Gimeno | PP      |
| 2003-2007 | Sebastián Gimeno Gimeno | PP      |
| 2007-2011 | Sebastián Gimeno Gimeno | PP      |
| 2011-2015 | Diego Gallén Bou        | PP      |
| 2015-2019 | Diego Gallén Bou        | PP      |
| 2019-2023 | Diego Gallén Bou        | PP      |

## Monumentos

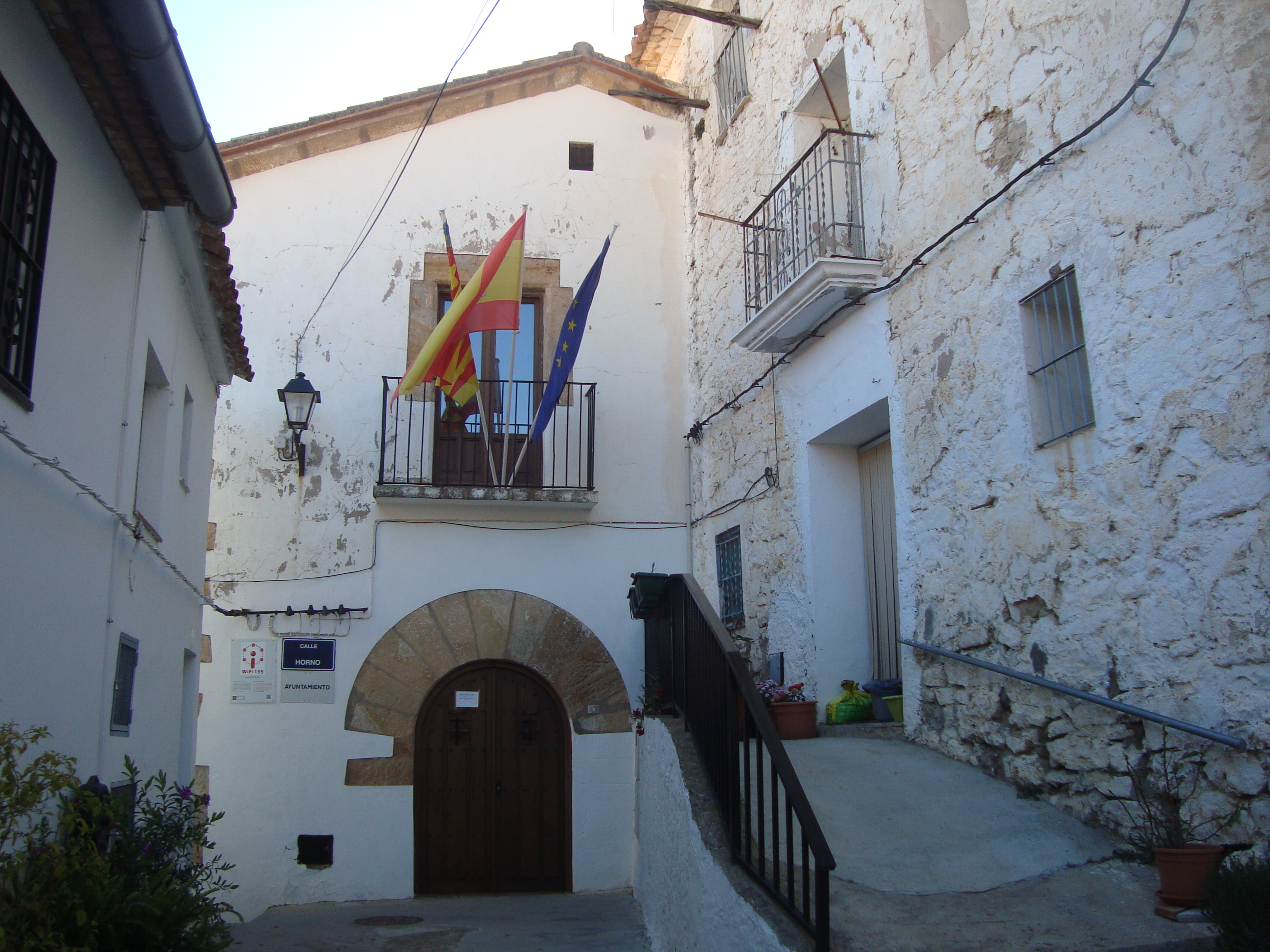
Ayuntamiento del Castillo de Villamalefa.

### Monumentos religiosos
- Iglesia Parroquial. Dedicada a San Pedro Apóstol. Es de tipo románico y ha sido restaurada recientemente.
- Ermita del calvario
- Ermita de Cedramán. Dedicada a San Juan Bautista.

### Monumentos civiles
- Castillo. Sobre el cerro en que se asienta la población se conservan restos de un castillo de origen musulmán. Actualmente solo quedan las ruinas, ya que fue demolido al finalizar las guerras carlistas.

## Lugares de interés
- Cedramán. Pedanía y Paraje pintoresco situado a orillas del río Villahermosa.
- El Chorrador o Chorro el Villar. Salto de agua de más de 70 metros de altura en el Barranco El Centenar (acceso por senda desde CV-190).

## Gastronomía
- Embutidos y tocino a la parrillaPatatas hervidas con ajoaceite.
- Carne o embutidos a la parrilla.

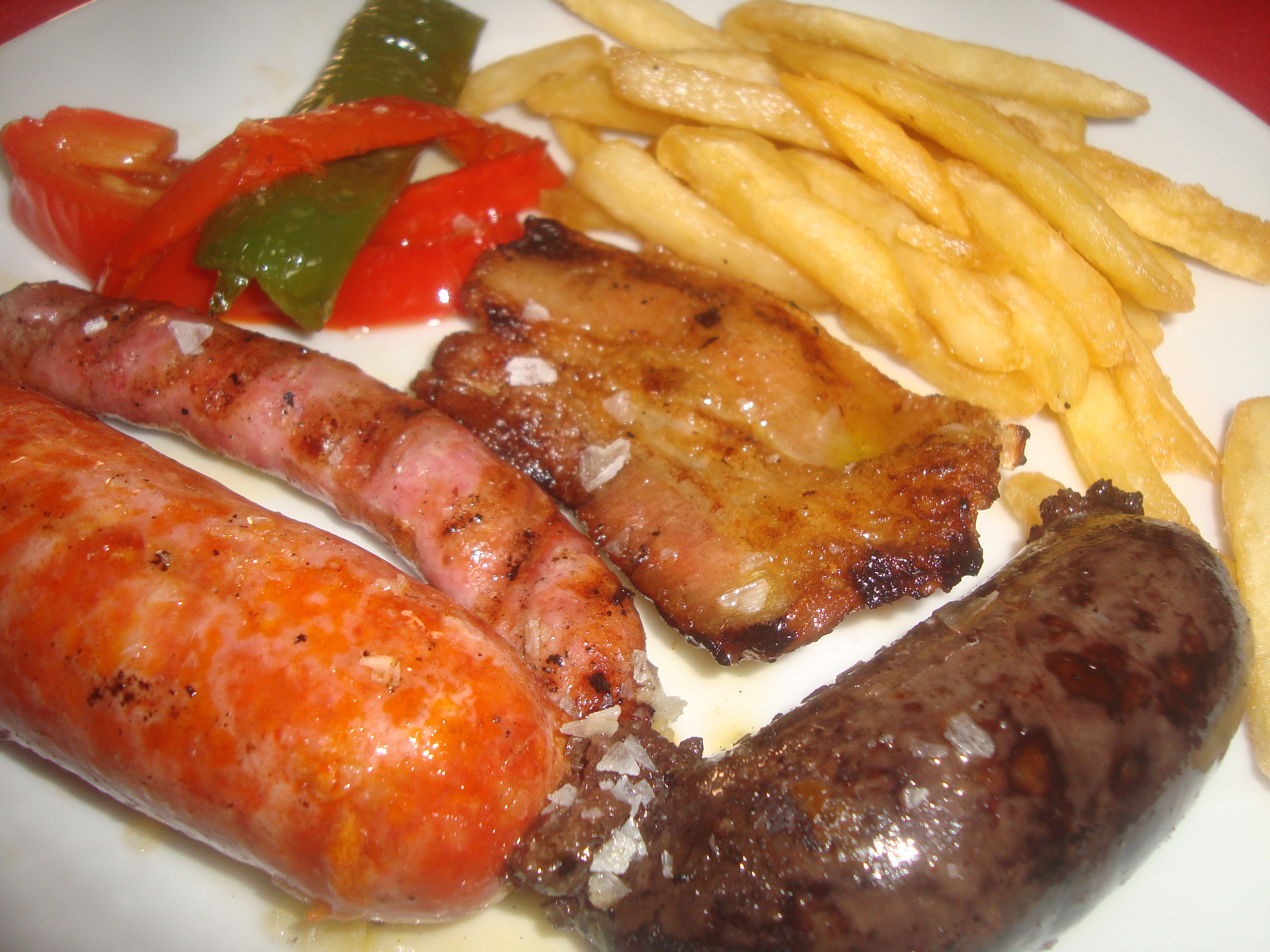
Embutidos y tocino a la parrilla

- Paella montañesa con caracoles blancos.

## Deportes
Por su situación, este pueblo es perfecto para todo tipo de deportes de montaña o al aire libre.
Hay gran cantidad de pistas forestales, donde practicar el senderismo o la mountain bike, mientras observas el paisaje. 
Los amantes de la bicicleta tienen gran cantidad de carreteras con continuas rampas y con poco tráfico. El puerto del Remolcador está a unos cinco kilómetros del pueblo y tiene una altura de 1018 m.
En el río se puede practicar la pesca deportiva (principalmente truchas o barbos).
En el pueblo hay piscina, frontón y campo de fútbol.

## Fiestas

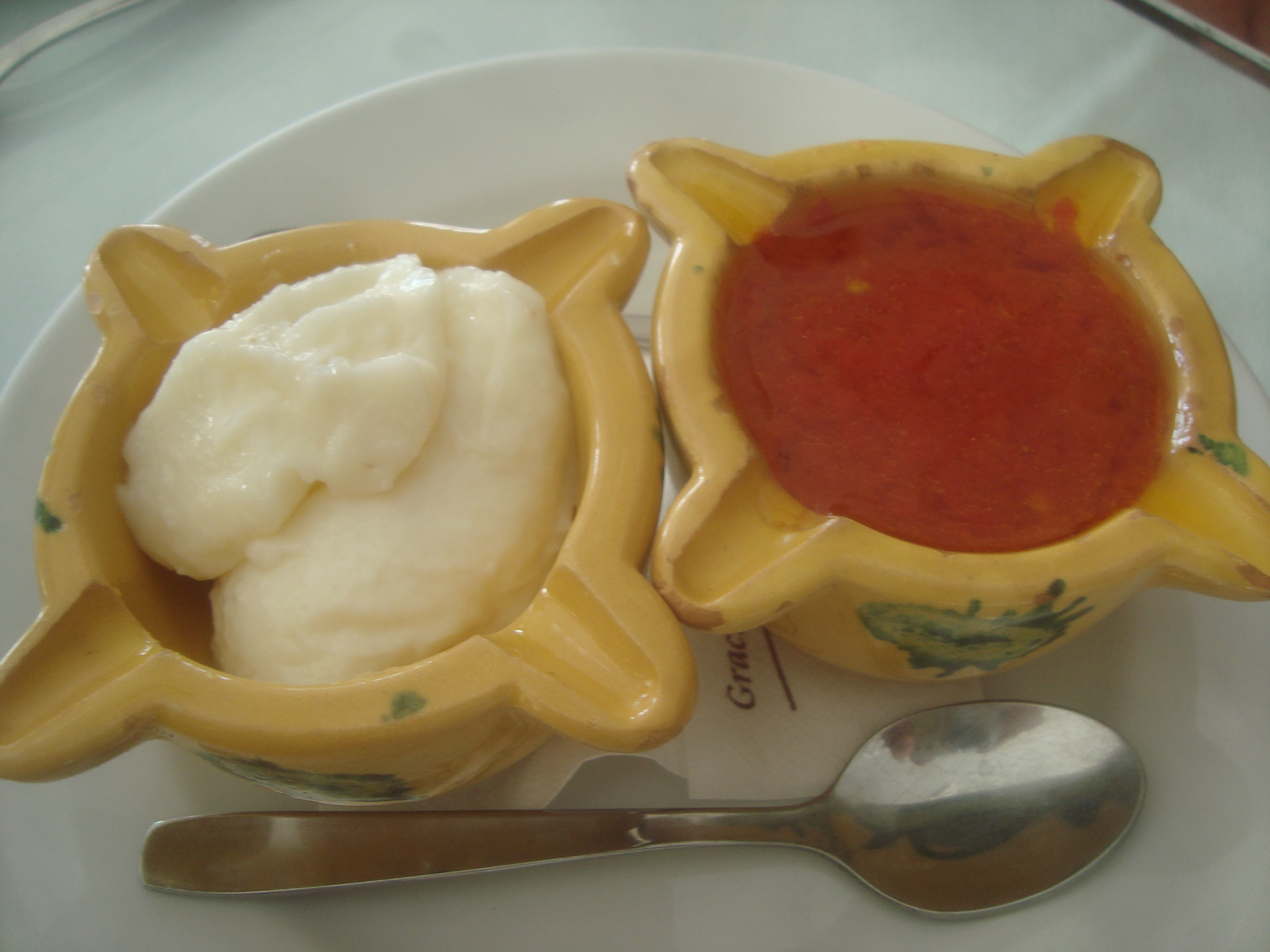
Salsa allioli y tomate rallado

- Salsa allioli y tomate ralladoFiestas patronales. Se celebran desde el tercer fin de semana del mes de septiembre; con actos religiosos, culturales, taurinos y deportivos.
- San Antonio. Tiene lugar en el mes de enero.
- Fiesta del Rollo. Tiene lugar el primer domingo de mayo.
- San Gregorio. Tiene lugar el fin de semana próximo al 9 de mayo.
- Santa Lucía. Tiene lugar el fin de semana próximo al 13 de diciembre.
- San Juan (en Cedramán). Tiene lugar el fin de semana próximo al 24 de junio.
- Fiestas patronales de Cedramán. Tiene lugar durante la semana próxima al 15 de agosto; con actos religiosos, culturales, taurinos y deportivos.